# Młode Wilki (program telewizyjny)
Młode Wilki – program TVP2, w którym Marcin Prokop rozmawia z młodymi, choć znanymi aktorami polskiego filmu i telewizji. Prowadzący program skłania do zwierzeń gości zaproszonych do jednej z warszawskich kawiarni, dzięki czemu widzowie mają okazję poznać ich zainteresowania i przyzwyczajenia. Wśród zaproszonych gości znaleźli się m.in. Szymon Bobrowski, Maria Góralczyk, Joanna Liszowska, czy Anita Sokołowska. Emisja programu zakończyła się wiosną 2007.